# Le Dreher

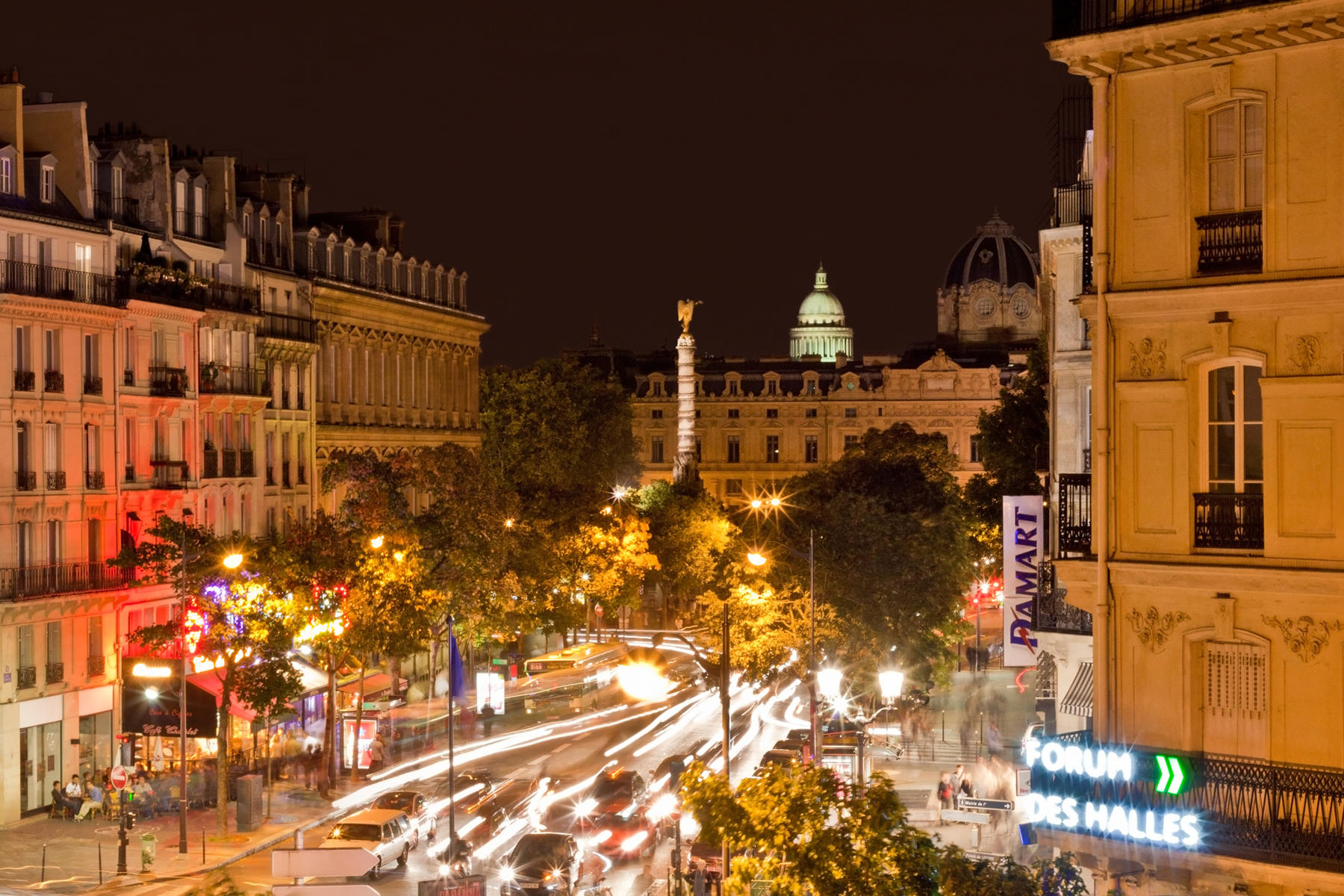
Standort des früheren Clubs le Dreher am Place du Châtelet, Ecke Rue Saint-Denis

Le Dreher war ein Jazzclub in Paris, der in der ersten Hälfte der 1980er international beachtet wurde.
Der Club Le Dreher befand sich ab 1979 im Keller des Gebäudes Rue Saint-Denis Nr. 1, Ecke Place du Châtelet. Bei den Auftritten zahlreicher Jazzgrößen entstanden auch einige Mitschnitte, die veröffentlicht wurden, wie Duette von Mal Waldron/Steve Lacy, sowie Konzerte von Roy Burrowes, Walter Davis junior, Marion Brown mit Hilton Ruiz. Es traten ferner u. a. John Surman/Kenny Wheeler, Anthony Davis, Sonny Stitt, Kai Winding, Teddy Edwards, Philly Joe Jones und Stanley Cowell auf.
Chet Bakers Konzert im Dreher mit Musikern wie Karl Ratzer und Riccardo Del Fra am 29. Februar 1980 erschien als Film (Regie: Léon Terjanian). Roscoe Mitchell widmete dem Club The Le Dreher Suite, erschienen auf seinem Album In Walked Buckner (1998). Nach einem Besitzerwechsel Mitte der 1980er Jahre änderte Le Dreher sein Programm und beendete abrupt seine Aktivitäten als Veranstaltungsort für Jazzmusik.

## Diskographische Hinweise
- Chet Baker – At Le Dreher (1980)
- Marion Brown – Back to Paris (1980)
- Roy Burrowes – Live at the Dreher (1980)
- Walter Davis Junior  – Live at the Dreher (1981), Pierre Michelot und Kenny Clarke
- Mal Waldron & Steve Lacy – Live at Dreher Paris 1981 (HatHut Records)
- Steve Lacy & Mal Waldron – Herbe De L’oubli (hat MUSICS, 1981)